# Freescale 68HC08
68HC08 (Motorola 68HC08, M68HC08) je rodina 8bitových mikrokontrolérů původně firmy Motorola, nyní produkované firmou Freescale Semiconductor.
Řada 68HC08 osmibitových mikrokontrolérů je pokročilou modifikací řady 68HC05 na bázi mikroprocesoru Motorola 6800 (je kompatibilní na bázi zdrojového kódu - směrem vzhůru). Procesory mají von Neumanovu architekturu, instrukční sadu typu CISC a patří do skupiny tzv. big-endian. Vyrábí je mnoho výrobců. Typické využití nalézají v nenáročných vestavěných systémech.

## Charakteristika
Periferie jsou mapovány do paměťového prostoru. Procesor obsahuje minimum registrů (A, HX, SP, PC a CCR) a vyznačuje se rychlým (jednocyklovým) přístupem do paměti jedním ze 16 adresovacích módů.

## Programovací model
- 8bitový střadač A
- 16bitový index-registr HX (tvořen spojením dvou 8bitových registrů H a X)
- 16bitový ukazatel zásobníku SP
- 16bitový programový čítač PC
- 8bitový stavový registr s příznaky CCR

Protože programový čítač je 16bitový, může CPU adresovat 64 KB paměťového prostoru s následujícími segmenty:
- blok periferních a řídících registrů od adresy $0000 do adresy $003F (64 bajtů)
- paměť RWM-RAM od adresy $0040 do adresy $023F (512 bajtů) - pro data
  - v rámci RWM-RAM je vymezen prostor pro zásobník od adresy $00FF do adresy $0040 (192 bajtů)
- paměť FLASH od adresy $8000 do adresy $FDFF (32 KB) - ROM, pro program
- monitor ROM od adresy $FE20 do adresy $FF52 (307 bajtů)
- blok vektorů přerušení od adresy $FFDC do adresy $FFFF (36 bajtů)

Pozn.: Tato mapa paměti je pro mikrokontrolér HC908GP32, u jiných modelů se může mírně lišit.

## Instrukční sada
Každá strojová instrukce má svůj opkód o velikosti jednoho bajtu. U většiny instrukcí za operačním kódem následuje další bajty nebo bajty identifikující operandy.
Příklad programu v asembleru HC08 (program vynuluje bajty pole o velikosti N začínajícího na adrese ADDR):
```
            
XDEF
 Entry                
; exportuj 'Entry' symbol

            
ABSENTRY
 Entry            
; zacatek programu je na 'Entry'

            
INCLUDE
 'derivative.inc'

N           
EQU
 4                     
; velikost pole

                                      
; oblast dat

            
ORG
 RAMStart
ADDR        
DS
 N                      
; rezervuj N bytu pro pole

                                      
; oblast kodu

            
ORG
 ROMStart
Entry:
            
LDHX
 #RAMEnd+1
            
TXS
                       
; inicializace SP

            
CLI
                       
; povol preruseni

            
CLRH
                      
; nuluj registry H, X, A

            
CLRX

            
CLRA

Nuluj:
            
STA
 ADDR, 
X
               
; nuluj ADDR[0], ..., ADDR[N-1]

            
INCX

            
CPX
 #N
            
BNE
 Nuluj
```